# Церковь Кира и Иоанна
Храм Ки́ра и Иоа́нна (на Кули́шках, на Соля́нке) — православный храм в Москве, снесённый в 1934 году. Стоял в Белом городе на Солянке, напротив Соляного двора.

## История
Храм, первоначально Троицкий, известен на этом месте с 1625 года, в 1657 году значился каменным. В 1693 году перестроен, в 1754-м горел, в 1758-м неудачно возобновлён. В 1765 году храм по высочайшему указу императрицы Екатерины II разобрали для построения нового храма.
В 1768 году выстроен новый храм по проекту архитектора Карла Бланка под наблюдением Ивана Бецкого. Престол был освящён 11 января 1768 года архиепископом Амвросием (Зертис-Каменским) в присутствии императрицы в память святых чудотворцев и безсребреников Кира и Иоанна. В день памяти этих святых (28 июня 1762 года) Екатерина II вступила на царство.
В 1812 году храм пострадал, а в 1874 году его передали Сербской православной церкви для подворья, после чего храм восстановили. В 1892 году при подворье по проекту архитектора Михаила Шуцмана возвели часовню Святого Саввы Сербского.
Храм упомянут в историческом труде Алексея Малиновского «Обозрение Москвы» (1825—1827; впервые опубликован в 1992-м) при описании церквей Мясницкой части:
 «…15) Кира и Иоанна на Кулишках; на Солянке против Соляного двора; построена в 1765 году по именному повелению императрицы Екатерины II, на память восшествия её на всероссийский престол июня в 28-й день, празднуемый сим святым. Церковь сия высокая, одноглавая, гражданской архитектуры, с пилястрами коринфического ордена; около окон по наружным стенам украшена лепною работою. Колокольня при оной в три яруса, четвероугольная, с ионическими пилястрами. Освящена 1768 года генваря 19-го московским архиепископом Амвросием в присутствии императрицы, отъехавшей тот же день в С.-Петербург. По сему случаю осталось доныне в сей церкви царское место. Тут исстари были две церкви: во имя Св. мученицы Параскевы, нареченной Пятницей, а 1547 году существовавшая, и Живоначальные Троицы, которая от пожара, случившегося 1754 [года] мая 23-го числа, сгорела, а 1758 [года] возобновлена, и сентября 28-го освящена московским митрополитом Тимофеем.»
После революции 1917 года церковный приход был «непоминающим» (митрополита Сергия Страгородского) до закрытия в 1933 году.
Настоятель храма Кира и Иоанна на Солянке отец Серафим Битюгов в 1927 году по благословению оптинского старца Нектария ушёл в затвор (умер в 1942 году в Сергиевском посаде). В 1932 году были арестованы последние два священника — Димитрий Крючков и Алексей Козлов, накануне Благовещения Пресвятой Богородицы. Последнюю службу служили в храме только миряне, в навечерие Благовещенского дня. После этого храм был закрыт, а в 1934 году разрушен.
На месте храма долго стоял павильон с магазином «Кулинария», рядом был ларёк «Вино». Затем вместо «Кулинарии» открыли «Кафетерий».
В 2000-х годах на их месте выстроили новое кирпичное здание, в котором разместился продуктовый магазин и торговля кухонной мебелью (ул. Солянка, 4).
Между домами сохранился столб ограды — единственное напоминание о разрушенном храме.

## Храм в городских легендах
С богадельней при храме Храме Кира и Иоанна на Кулишках связана известная московская легенда о «чёрте на куличках».  Согласно легенде в 1666 году в ней завёлся демон («чёрт»),  который беспокоил жительниц богадельни своими проказами. Историк и этнограф Иван  Михайлович Снерирёв писал об этом так: «демон делал старухам всякие пакости, не давал им покоя ни днём ни ночью, сбрасывал их с постелей и лавок, кричал им вслух разные нелепости, на печи на палатях и в углах стучал и гремел». Попытки изгнать демона местными священниками не увенчались успехом, и тогда по просьбе царя Алексея Михайловича был приглашён иеромонах Иларион из Флорищевой пустыни для изгнания беса, который «семь недель с двумя иноками там подвизался в молитвах, читал каноны Иисусу, Божьей Матери и Ангелу Хранителю, правило пустынное, совершал водосвятие и произносил заклинательные молитвы против лукавых духов...   [Бес] устрашал его стуком, криком и разными угрозами, кидал в него камнями, мешал ему класть земные поклоны, бросаясь под него чёрной кошкой.. [но, несмотря на это] молитвами преподобного совершенно был изгнан из богадельни». Легенда об изгнании беса вошла в житие святого Иллариона, ставшего впоследствии митрополитом архиепископом Суздальским и Юрьевским, и от неё пошла известная поговорка про «чёрта на кулишках».